# Gila (Band)
Gila war eine deutsche Progressive-Rock-Band aus Stuttgart, die von 1969 bis 1974 existierte.

## Geschichte
Gila wurde 1969 in Stuttgart gegründet. Zur Urbesetzung gehörten Wolf Conrad Veit, genannt „Conny“ (Gesang und Gitarre), Walter Wiederkehr (Bass), Fritz Scheyhing (Orgel und Mellotron) und Daniel Alluno (Schlagzeug). Durch Liveauftritte bekannt geworden, veröffentlichte die Band zwei Jahre später ihre erste, selbstbetitelte LP, die der damaligen Zeit entsprechend, vom psychedelischen Sound beeinflusst war. Produzent des Albums war Dieter Dierks. Das Album erschien auf einem Plattenlabel von BASF und gilt heute als gesuchtes Sammlerstück. Später wurde das Album von Fonoteam neu aufgelegt.
Kurz vor ihrer Trennung 1972 spielte Gila live in der Nachtmusik des WDR. Dieser Auftritt vom 26. Februar 1972, bei dem nur neue Musikstücke gespielt wurden, wurde später von Garden of Delights als CD veröffentlicht. Das Frontcover wurde von Wolf Conrad Veit gemalt. Nach der Auflösung spielte Alluno bei Sameti und Wolf Conrad Veit wechselte zu Popol Vuh.
Die Gruppe wurde 1973 neugegründet. Neben Conny Veit (Gesang, Gitarre, Flöte, Moog) bestand Gila aus seiner damaligen Lebensgefährtin Sabine Merbach (Gesang) sowie Daniel Fichelscher (Schlagzeug, Percussion, Bass) und Florian Fricke (Mellotron, Klavier), beide von Popol Vuh. Die LP Bury My Heart At Wounded Knee ist musikalisch mit den ersten beiden Platten nicht vergleichbar. Hier handelt es sich um festgefügte, folkige Musikstücke, die auf dem Buch von Dee Brown basieren, das sich mit der Unterdrückung der Indianer in Nordamerika beschäftigt.
Im Sommer 1974 löste sich die Band Gila endgültig auf. Veit war anschließend unter anderem bei Amon Düül II, Guru Guru und Coney Island aktiv.

## Stil
Anfangs eher an Pink Floyd orientiert, wechselte man beim Livealbum Night Works eher zu einem an The Doors orientierten Stil. Die Neuauflage in veränderter Besetzung dagegen orientiert sich eher an der Folkmusik indianischer Prägung.

## Diskografie
- 1971: Gila (BASF)
- 1973: Bury My Heart at Wounded Knee (Warner Bros. Records)
- 1999: Night Works (Garden of Delights, Livealbum mit Aufnahmen von 1972)